# Église Saint-Paul de Dawson City
L'église St. Paul (anglais : St. Paul's Church) est une église anglicane située au coin des rues Front et Church à Dawson City au Yukon (Canada).

## Description
Elle a été construite en bois en 1902 et elle a servi autrefois de cathédrale au diocèse anglican du Yukon (en) avant le déplacement du siège diocésain à Whitehorse en 1953. Son toit pentu, ses fenêtres en ogive et son clocher central en façade sont caractéristiques du style néogothique. Elle a été classée lieu historique national du Canada en 1989 par la commission des lieux et des monuments historiques du Canada.